# 음력 7월 24일
음력 7월 24일은 음력 7월의 24번째 날이다.

## 사건
- 1983년 - 대한항공 007편이 소련 영공에서 격추되어 탑승객 269명 전원 사망.

## 문화
- 2008년 -
  - 2008년 하계 올림픽이 중화인민공화국 베이징에서 폐막하였다.
  - 대한민국에서 법학적성시험을 처음으로 실시했다.

## 탄생
- 1821년 - 조선 최초의 가톨릭 신부 김대건.
- 1952년 - 대한민국의 금융인 이주열.
- 1990년 - 캄보디아의 당구 선수 스롱 디아비.
- 1991년
  - 대한민국의 가수 유니스.
  - 대한민국의 희극인 조수연.

## 사망
- 1441년 - 조선의 제 5대 국왕 문종의 왕비 현덕왕후 권씨.

## 같이 보기
- 음력 360일: 1월 2월 3월 4월 5월 6월 7월 8월 9월 10월 11월 12월
- 전날:7월 23일 다음날:7월 25일 - 전달:6월 24일 다음달:8월 24일
- 양력:7월 24일
- 음력, 윤달